# Naftali-Botwin-Kompanie

Flagge der Interbrigaden

Die Naftali-Botwin-Kompanie oder 2. Kompanie des Palafox-Bataillons der  150. Brigade der Internationalen Brigaden war eine im Spanischen Bürgerkrieg aufgestellte militärische Untereinheit.
Die zweite Kompanie im Palafox-Bataillon, mit dem Namen „Naftali Botwin“, war eine rein jüdische Untereinheit. Sie war nach einem jungen jüdischen Kommunisten benannt, der 1925 in Polen hingerichtet wurde, nachdem er einen Polizeispitzel ermordet hatte. Diese Kompanie hatte eine Mannstärke von rund 150 Brigadisten, mit jüdischen Freiwilligen aus Polen, Frankreich, Belgien, Palästina und Spanien. Das Banner der Kompanie trug das Motto des Dąbrowski-Bataillons („Für eure und unsere Freiheit“) auf Jiddisch, Polnisch und Spanisch. Die zweite Kompanie hatte auch eine eigene jiddische Hymne, den „Marsch der Botwin-Soldaten“. Während des Spanischen Bürgerkrieges war die Naftali-Botwin-Kompanie für die Internationalen Brigaden, aufgrund des sehr hohen Anteils von Juden in  kommunistischen Parteien, eine ideale militärische Einheit für Propaganda.

## Geschichte
Im Rahmen der Aufstellung der Internationalen Brigaden regte der Pariser Kommunist Albert Nahumi an, eine rein jüdischen Einheit aufzustellen. Am 12. Dezember 1937 erfolgte der Beschluss zur Aufstellung einer rein jüdischen Einheit, der Naftali-Botwin-Kompanie. Am 4. August 1937 erfolgte die Eingruppierung der Naftali-Botwin-Kompanie als Untereinheit des Palafox-Bataillons in die  150. Division der  Internationalen Brigaden. Die Naftali-Botwin-Kompanie kämpfte vor der Aragonoffensive Francos in der Extremadura bei Mérida. In diesem Bereich versuchten die Republikaner nach kleinen Anfangserfolgen die Nationalezone in zwei Teile zu spalten. Nach der Einnahme eines Höhenzuges rückte die Naftali-Botwin-Kompanie über eine Ebene vor, wobei die Kompanie abgeschnitten und aufgerieben wurde.
Bei der Schlacht am Ebro am 25. Juli 1938 kämpfte die Naftali-Botwin-Kompanie am Ebro bei Ascó, Gandesa und Vertex Gaeta. Bei diesen Kämpfen wurden viele Brigadisten der Naftali-Botwin-Kompanie des Palafox-Bataillons getötet und ca. 90 Brigadisten gerieten in Gefangenschaft. Im Gegensatz zu den spanischen Brigadisten, die in Gefangenenlager gebracht wurden, wurden die Brigadisten jüdischen Glaubens liquidiert.
→ siehe auch Palafox-Bataillon, Dąbrowski-Bataillon und  Tabellarische Chronologie Dąbrowski-Bataillon